# Нееструп, Якоб
Якоб Нееструп (дат. Jacob Neestrup Hansen; род. 8 марта 1988, Копенгаген) — датский футбольный тренер и бывший футболист. С 2022 года — главный тренер клуба «Копенгаген».

## Карьера
Бывший полузащитник, Нееструп — воспитанник ФК «Копенгаген», но его карьера в основном пошла на убыль из-за травм и автомобильной аварии. Он был вынужден завершить карьеру игрока в 2011 году, перейдя на тренерскую работу. Он был назначен главным тренером клуба «Виборг» в июне 2019 года после того, как в предыдущем сезоне работал ассистентом в «Копенгагене». Вместе с «Виборгом» Нееструп занял 1-е место в Первом дивизионе Дании в сезоне 2020/21.
В 2021—2022 годах он вновь был помощником главного тренера в «Копенгагене», а 20 сентября 2022 года сменил Джесса Торупа.

## Достижения

### Игрок
Копенгаген
- Чемпион Дании: 2008/2009
- Обладатель Кубка Дании: 2008/2009

### Тренер
Копенгаген
- Чемпион Дании: 2022/23[7]
- Обладатель Кубка Дании: 2022/23[8]